# Perdita polygonellae
Perdita polygonellae là một loài Hymenoptera trong họ Andrenidae. Loài này được Timberlake mô tả khoa học năm 1954.